# SN 2002fk
SN 2002fk – supernowa typu Ia odkryta 29 września 2002 roku w galaktyce NGC 1309. Jej maksymalna jasność wynosiła 13,32m.